# Kahoot!

Logo Kahoota

Kahoot – strona i aplikacja stworzona przez przedsiębiorstwo o tej samej nazwie, w której użytkownicy mogą tworzyć własne quizy przeznaczone do wykorzystania przez innych użytkowników.

## Rozgrywka
Kahoot posiada dwa tryby: challenge i live game. Trybu challenge można używać jedynie za pomocą aplikacji Kahoot (dostępnej na urządzenia mobilne z Androidem i iOS). Polega on na odblokowywaniu kolejnych wyzwań (ang. challenges) z pytaniami. Każdy challenge zawiera trzy pytania. Natomiast tryb live game to gra do której potrzebne jest jedno główne urządzenie na którym wyświetlają się pytania i odpowiedzi i po jednym urządzeniu na każdego gracza biorącego udział w zabawie. Żeby móc podłączyć się do gry należy wpisać widoczny na ekranie kod. Każdy gracz przed dołączaniem do gry musi wybrać sobie nick (chyba że jest wybrana opcja automatycznego przydzielania pseudonimów). Na pytania odpowiada się, klikając na swoich urządzeniach kształty odpowiadające odpowiedziom wyświetlanym na głównym ekranie. Na każde pytanie jest wyznaczony przez autora quizu czas na odpowiedź. Punkty zdobywa się za poprawne odpowiedzi, szybkość i liczbę dobrych odpowiedzi z rzędu. 

## Rozwój
Kahoot działa od września 2013 roku, a w 2017 roku miał 50 milionów aktywnych użytkowników miesięcznie. W 2018 roku osiągnął wartość 301 milionów USD. Obecnie Kahoot ma aplikację i dwie strony: jedna z nich zastępuje aplikację mobilną, na drugiej można się podłączyć do live game). Obecnie na stronie można wykupić abonament Kahoot+, który umożliwia tworzącym quizy korzystanie z większej ilości rodzajów pytań (w tym pytań otwartych) i możliwości edycji quizów. Abonament dostępny jest w trzech planach różniących się ceną i możliwościami.